# Hetman Partition Recovery
Hetman Partition Recovery -  умовно безкоштовна програма для  відновлення видалених даних з жорстких дисків та будь-яких інших носіїв інформації. Утиліта підтримує як робочі диски, так і пошкоджені логічні розділи, відновлює інформацію з відформатованих дисків та з дисків на яких змінено файлову систему з FAT на NTFS (або навпаки). 
Крім поточних розділів, програма знаходить всі раніше створені логічні диски та виводить їх користувачеві для подальшого пошуку і відновлення видалених файлів, виправляє будь-які помилки логічної структури диска. 
Hetman Partition Recovery підтримує читання як звичайних, так і стислих або зашифрованих файлів, з дисків під управлінням файлових систем NTFS і FAT. 

## Можливості
Утиліта підтримує файлові системи FAT 12/16/32, NTFS і NTFS5 та забезпечує відновлення файлів основних форматів:
- Відновлює презентації, електронні таблиці та документи Microsoft Office - *.docx / *.doc, *.xlsx / *.xls, *.pptx / *.ppt;
- Повертає файли документів, таблиць і презентацій OpenDocument - *.odt, *.ods, *.odp, *.odg;
- Відновлює цифрові зображення векторної та растрової графіки. Починаючи від багатошарових *.psd, *.tiff файлів, та закінчуючи користувацькими форматами фотографій *.jpeg, *.png;
- Повертає відео та аудіо файли (*.mpeg, *.3gp, *.asf, *.avi, *.flv, *.m2ts, *.m4v, *.mkv, *.mov, *.mp4, *.mts, *.ogg, *.swf, *.vob, *.wmv, *.webm, *.wav, *.mp3, *.wma, *.ogg, *.aac, *.flac) незалежно від розміру та розширення;
- Відновлює цифрові архіви (*.zip, *.rar, *.7z, *.arj, *.cab, *.gz, *.img, *.iso).[5]

## Алгоритм роботи програми
В основі утиліти лежить інноваційний алгоритм пошуку видалених даних, що дозволяє відновити файли в повному обсязі. Причому реанімувати інформацію можна не тільки з жорсткого диска, але і з будь-якого іншого носія інформації, що працює під управлінням файлових систем FAT або NTFS. 
Утиліта об'єднує комплекс алгоритмів, які відновлюють як ім'я, атрибути, вміст файлу, так і структуру каталогів. 

## Системні вимоги
- Процесор з тактовою частотою від 1000 МГц
- Об'єм оперативної пам'яті 512 Мб
- Операційна система Microsoft Windows NT, Windows 98, Windows 2000, Windows XP, Windows Server 2003, Windows Server 2008, Windows Vista
- Вільне місце на диску - 42,9 Мб